# Kiel Martin
Kiel Urban Mueller, noto come Kiel Martin (Pittsburgh, 26 luglio 1944 – Rancho Mirage, 28 dicembre 1990) è stato un attore statunitense.

## Biografia
Martin è nato a Pittsburgh, Pennsylvania, ed è cresciuto nella città di Hialeah, in Florida, nella contea di Miami-Dade. Prende il nome dalla città di Kiel, in Germania, in onore degli antenati tedeschi della sua famiglia.
Diplomato nel 1962 alla Hialeah High School, Martin prese in considerazione l'idea di abbandonare gli studi quando raggiunse l'età di 16 anni. Per evitare ciò, suo padre gli organizzò un'audizione per un ruolo minore nella produzione della scuola del musical Finian's Rainbow. A Martin è stato invece offerto il comando.
Martin studiò recitazione al Miami-Dade Junior College, all'Università di Miami e alla Trinity University di San Antonio, Texas, in seguito disse: "Sono andato in qualunque college che stesse facendo uno spettacolo teatrale in cui volevo essere. E me ne andavo ogni volta che finivano gli spettacoli. Non ero un frequentatore serio del college." Ha servito brevemente nell'esercito dove ha interpretato il ruolo principale in una produzione di Come Blow Your Horn di Neil Simon. Fu dimesso nel 1964.

## Carriera
Il debutto di Martin come attore professionista avvenne in un teatro di repertorio in Florida. Dopo un tentativo di cabaret a Miami, impara a suonare la chitarra, lavorando per due anni a New York come musicista e portuale. Si è esibito anche in opere shakespeariane all'Old Globe Theatre di San Diego e ha lavorato come attore di repertorio a New York e New Orleans prima di diventare cliente della William Morris Agency.
Nel 1967, Martin firmò un contratto con gli Universal Pictures dopo essere stato raccomandato da June Havoc, che lo vide esibirsi quando entrambi lavoravano alla New Orleans Repertory Company. Tuttavia, nell'agosto dello stesso anno, si ruppe 15 ossa in un incidente in moto dopo essersi schiantato contro una quercia. Ha trascorso quattro giorni in coma e ha richiesto due anni di recupero durante i quali ha perso 40 libbre.

## Filmografia parziale

### Cinema
- I due invincibili (The Undefeated), regia di Andrew V. McLaglen (1969)
- Panico a Needle Park (The Panic in Needle Park), regia di Jerry Schatzberg (1971)
- Trick Baby, regia di Larry Yust (1972)
- La terra si tinse di rosso (Lolly-Madonna XXX), regia di Richard C. Sarafian (1973)
- Moonrunners, regia di Gy Waldron (1975)

### Televisione
- Dragnet – serie TV, un episodio (1968)
- Ironside – serie TV, un episodio (1968)
- Il virginiano (The Virginian) – serie TV, 3 episodi (1968-1969)
- Dove vai Bronson? (Then Came Bronson) – serie TV, un episodio (1970)
- I nuovi medici (The Bold Ones: The New Doctors) – serie TV, un episodio (1971)
- The Psychiatrist – serie TV, un episodio (1971)
- Gunsmoke – serie TV, un episodio (1972)
- Kung Fu – serie TV, un episodio (1973)
- Kodiak – serie TV, un episodio (1974)
- Poliziotto di quartiere (The Blue Knight) – serie TV, un episodio (1976)
- Joe Forrester – serie TV, un episodio (1976)
- Harry O – serie TV, un episodio (1976)
- Delvecchio – serie TV, un episodio (1976)
- Ai confini della notte (The Edge of Night) – serie TV, (1977-1978)
- Paris – serie TV, un episodio (1979)
- Hill Street giorno e notte (Hill Street Blues) – serie TV, 144 (1981-1987)
- Matt Houston – serie TV, un episodio (1982)
- Love Boat (The Love Boat) – serie TV, 2 episodi (1982)
- Second Chance – serie TV, 9 episodi (1987)
- Le inchieste di Padre Dowling (Father Dowling Mysteries) – serie TV, un episodio (1991)
- L.A. Law - Avvocati a Los Angeles (L. A. Law) – serie TV, 2 episodi (1989)
- Miami Vice – serie TV, un episodio (1989)
- La signora in giallo (Murder, She Wrote) – serie TV, episodio 6x13 (1990)

## Doppiatori italiani
Nelle versioni in italiano delle opere in cui ha recitato, Kiel Martin è stato doppiato da:
- Manlio De Angelis in Panico a Needle Park
- Raffaele Uzzi in Hill Street giorno e notte (1ª voce)
- Sergio Mancinelli in Hill Street giorno e notte (2ª voce)
- Romano Malaspina in La signora in giallo